# Айзоне
Айзоне (итал. Aisone) — коммуна в Италии, располагается в регионе Пьемонт, в провинции Кунео.
Население составляет 261 человек (2008 г.), плотность населения составляет 7 чел./км². Занимает площадь 36 км². Почтовый индекс — 12010. Телефонный код — 0171.
В коммуне в первое воскресение сентября особо празднуется Рождество Пресвятой Богородицы.

## Демография
Динамика населения:

## Администрация коммуны
- Официальный сайт: